# استفان دیمیتروف (بازیکن فوتبال)
استفان دیمیتروف (انگلیسی: Stefan Dimitrov؛ زادهٔ ۸ اکتبر ۱۹۸۴) بازیکن فوتبال اهل بلغارستان است.
از باشگاه‌هایی که در آن بازی کرده است می‌توان به باشگاه فوتبال شیکاگو فایر و باشگاه فوتبال نیویورک کاسموس اشاره کرد.